# Kościół św. Katarzyny Aleksandryjskiej w Golubiu-Dobrzyniu (Golub)
Kościół św. Katarzyny Aleksandryjskiej w Golubiu-Dobrzyniu (Golub) – kościół katolicki w Golubiu, pochodzący z przełomu XIII i XIV w., wzniesiony z cegły w stylu gotyckim z użyciem zendrówki.

## Historia
Kościół w latach 1320–1350 powiększono przez dobudowanie nawy z drewnianym sufitem oraz potężnej wieży obronnej o szerokości niespełna 9 m. Wyposażenie kościoła pochodzi z okresu baroku, chociaż występują w nim też elementy gotyckie, renesansowe i neogotyckie. W ciągu wieków świątynia była niszczona na skutek pożarów, ograbiana z wyposażenia przez najeźdźców i odbudowywana. Obecny kształt kościół uzyskał w XIX w.

## Wieża
Wieża kościoła w średniowieczu stanowiła symbol znaczenia Golubia jako nadgranicznego miasta państwa krzyżackiego. Osadzona jest na arkadowym przyziemiu, przykryta czterospadowym dachem z podwójną kopułą. Nad gzymsem znajdują się cztery wieżyczki narożne zakończone krenelażem. Budowla posiada 6 kondygnacji, jej wnętrze wypełnia drewniana konstrukcja, której najstarsze elementy pochodzą z 1322 r. Wewnątrz znajduje się dzwon ufundowany w 1623 r. przez króla Zygmunta III, brata starościny golubskiej, mieszkanki golubskiego zamku Anny Wazówny. Wieża stanowiąca dobry punkt widokowy, udostępniona jest do zwiedzania (w sezonie letnim w godzinach popołudniowych, od piątku do niedzieli).

## Galeria

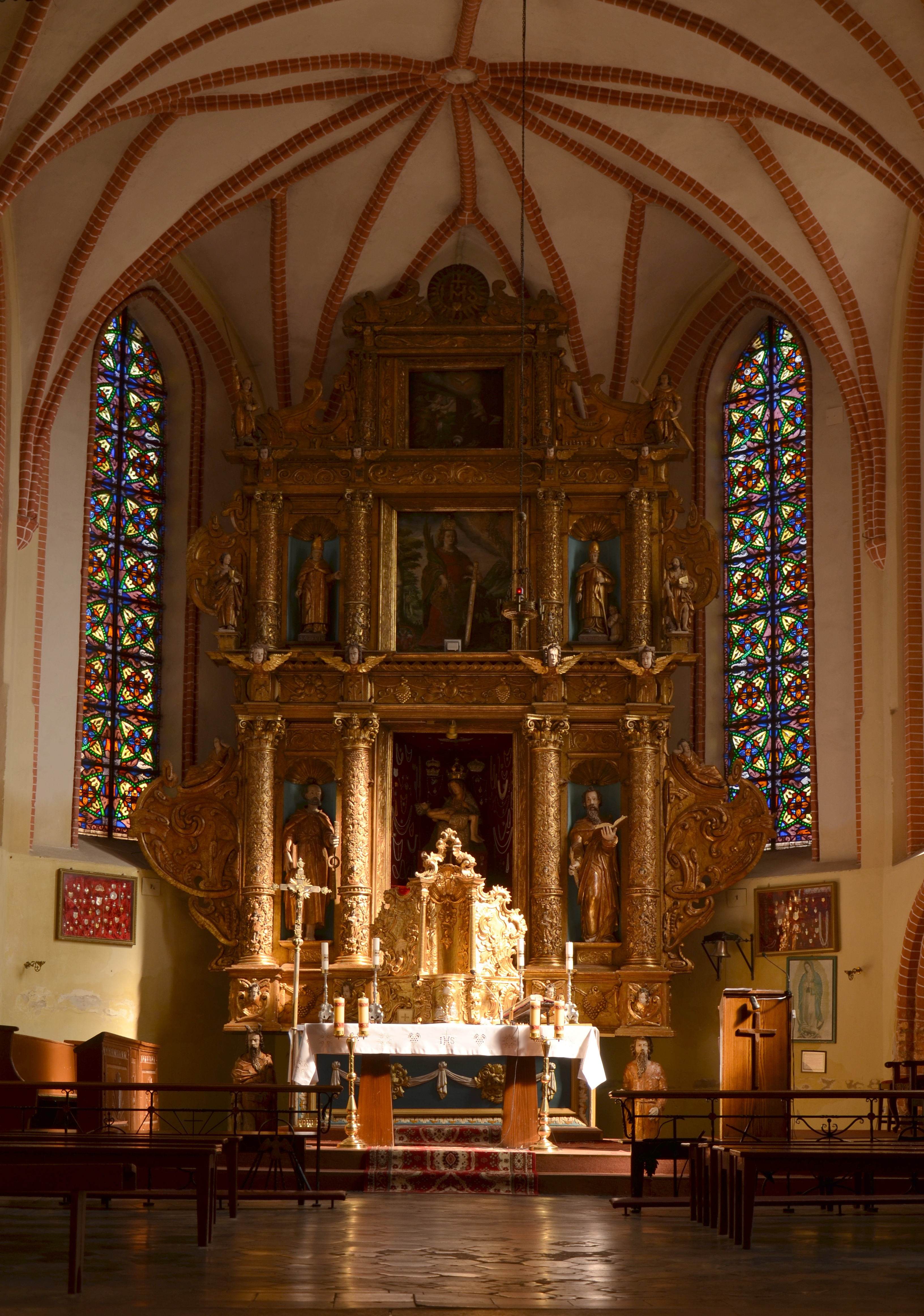
Główny ołtarz
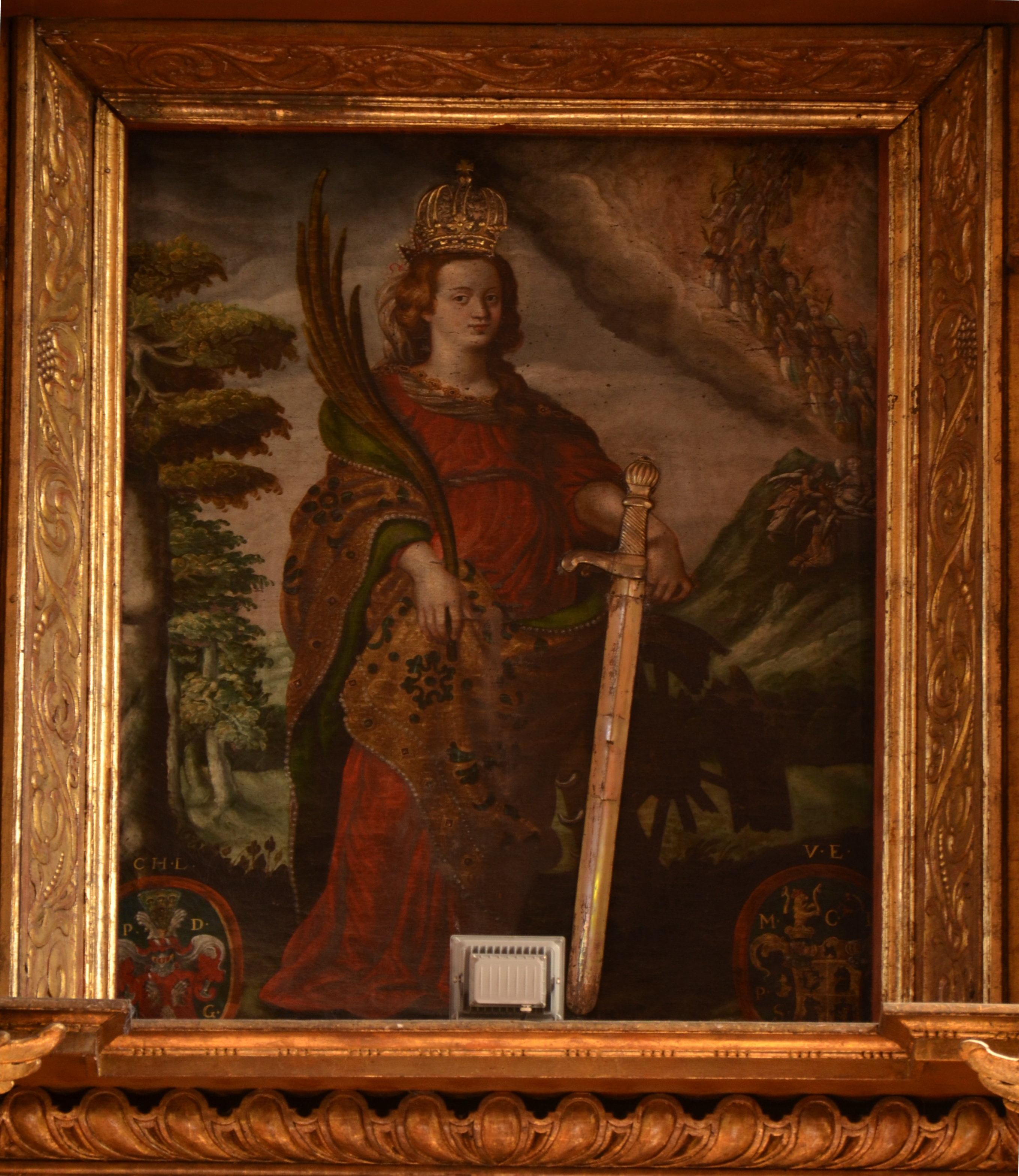
Obraz św. Katarzyny
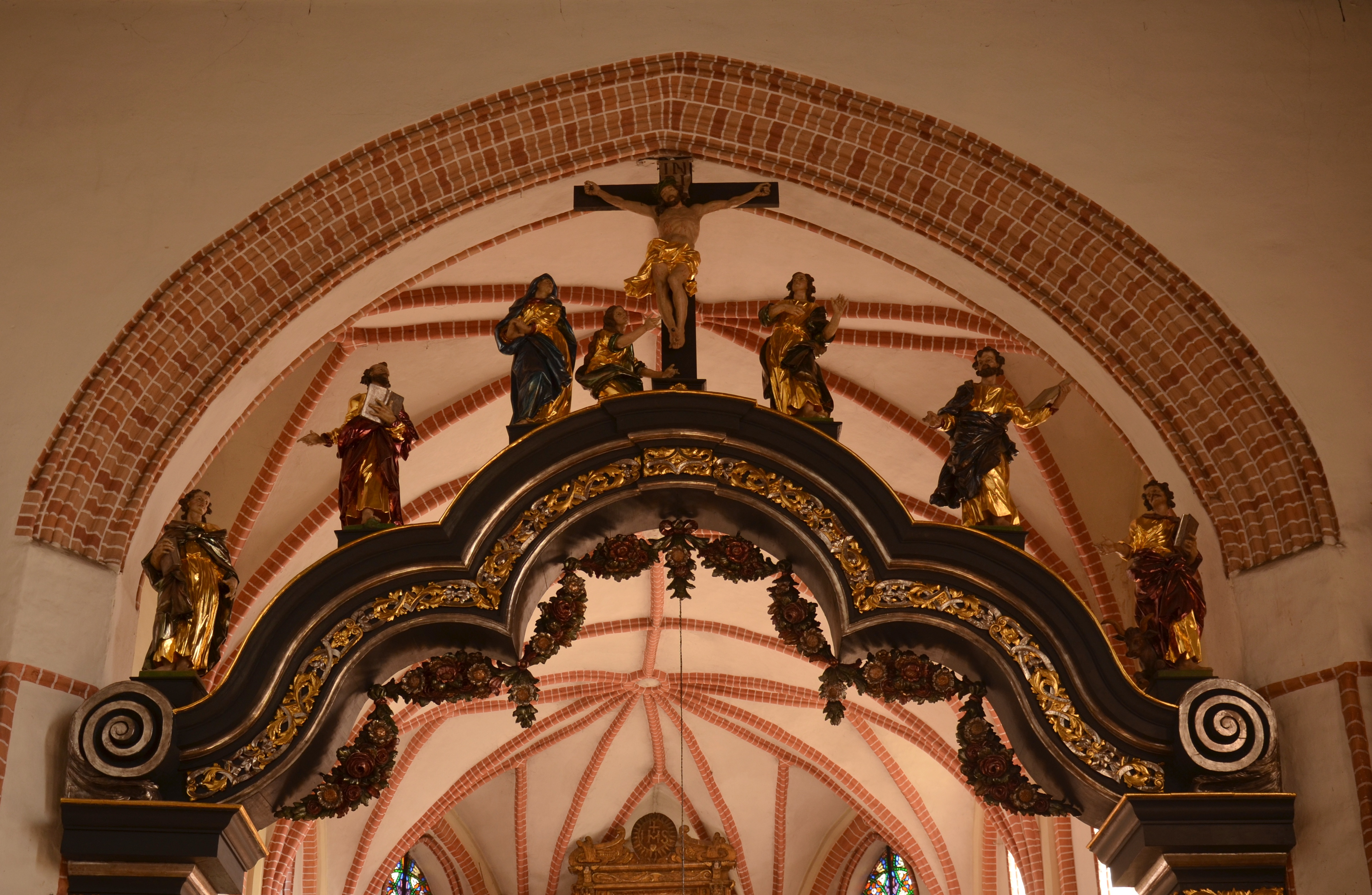
Belka tęczowa
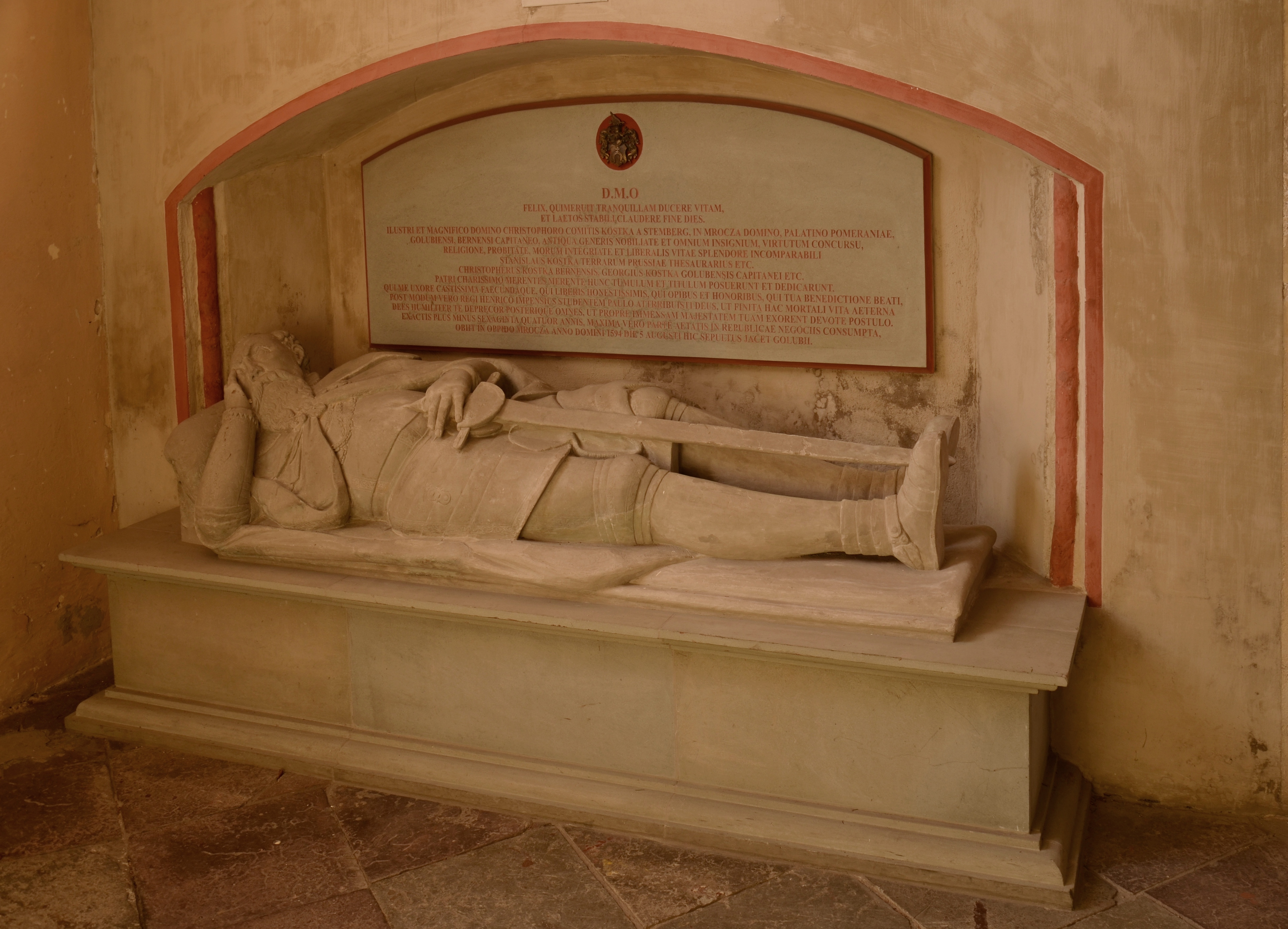
Nagrobek Krzysztofa Kostki
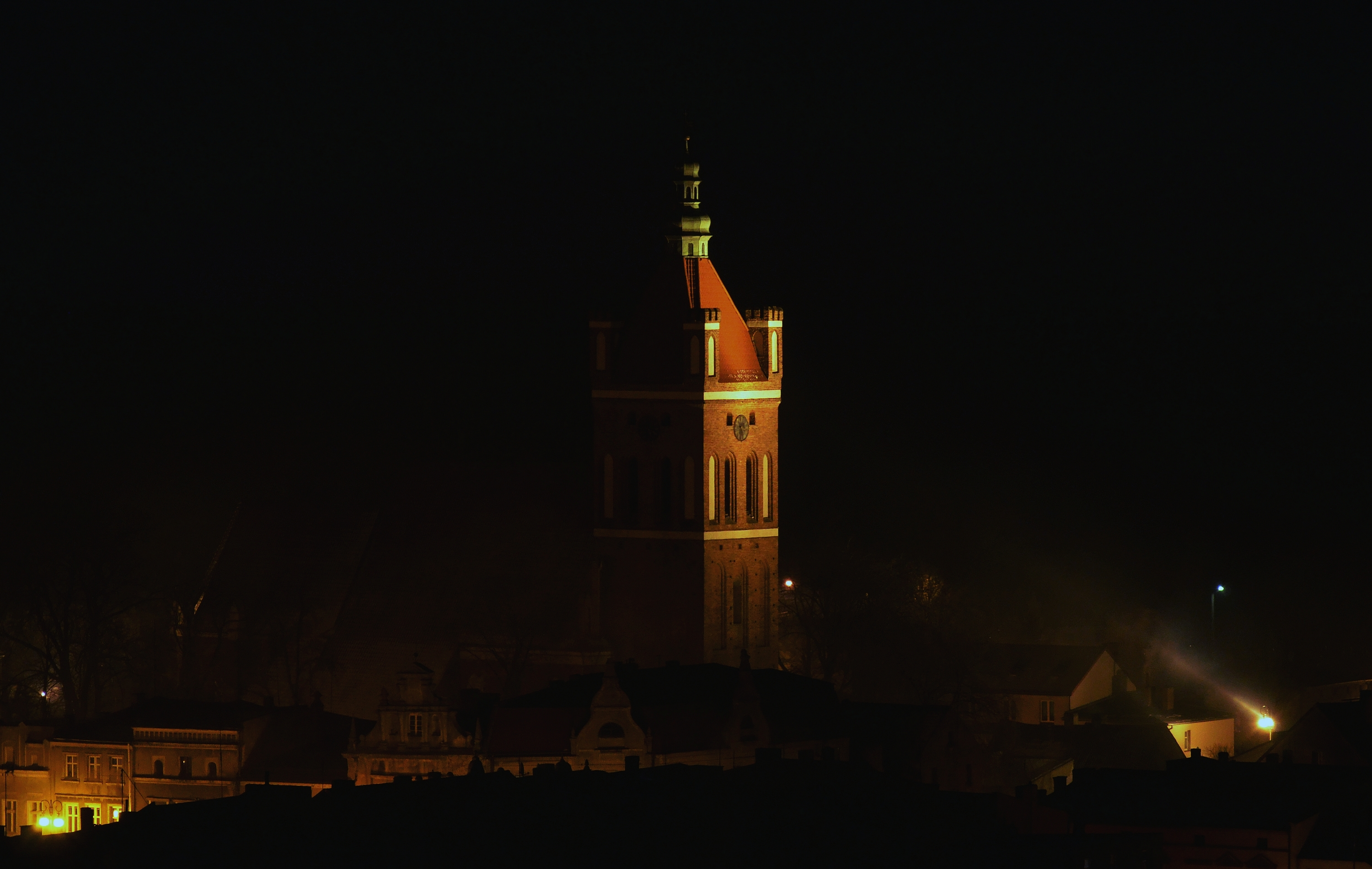
Widok na kościół nocą